# Съюз на евангелските петдесятни църкви в България
Съюзът на евангелските петдесятни църкви в България (СЕБЦ) е обществена организация, обединяваща петдесятни църковни общества в България. Създадена през 1928 година, организацията обединява около 450 местни църковни общини. Тя членува в обединението Обединени евангелски църкви. Намира се в ж.к. „Овча купел“, ул. „Паскал Тодоров“ №2.